# بوهدان بورووسکی
بوهدان بورووسکی (اوکراینی: Богдан Станіславович Боровський؛ زادهٔ ۱۷ سپتامبر ۱۹۹۲) بازیکن فوتبال اهل اوکراین است.